# Epitadeu
Epitadeu (en grec antic Ἐπιτάδευς, Epitadeus) va ser un polític espartà. Va viure al segle iv aC. Quan era èfor va promulgar una rhetra (disposició legislativa) que permetia la donació en vida o el llegat després de la mort dels béns familiars a favor de qualsevol espartà.
Epitadeu és un personatge obscur, citat només per Plutarc, que el descriu com un home de caràcter poderós, obstinat i violent (δυνατός, αὐθάδης καὶ χαλεπὸς τὸν τρόπον). Un cop elegit èfor, en un any no especificat després del final de la guerra del Peloponès, va revocar l'antiga llei de Licurg segons la qual els béns familiars, mobles i immobles, només es podien transmetre de pares a fills, mantenint així, sense canvis en el temps, la distribució de la riquesa entre les famílies espartanes. Amb la nova llei, anomenada rhetra pels espartans, cada ciutadà podia decidir de donar les seves possessions a qualsevol altre espartà i podia redactar un testament a favor de qualsevol altra persona.
Aquesta llei, segons Plutarc, promulgada per Epitadeu només per raons personals (en estar en desacord amb el seu fill, no volia llegar-li el seu patrimoni), va concentrar tota la riquesa en mans d'unes poques persones, obligant a molts ciutadans a buscar feines indignes de la seva posició social, i causant animositat i enveja a la ciutat. Com a efecte secundari, gran part de la riquesa es va concentrar en mans de les dones espartanes.
Xenofont no menciona directament Epitadeu en les seves obres, però observa que, en el seu temps, els espartans ja no observaven les lleis de Licurg.